# Andrzej Gołda (politik)
Andrzej Gołda (1832 Kobylanka – 18. března 1895 Poręba Żegoty) byl rakouský římskokatolický duchovní a politik polské národnosti z Haliče, v 2. polovině 19. století poslanec Říšské rady.

## Biografie
V roce 1855 byl vysvěcen na kněze. Působil jako katecheta, vyučoval na Jagellonské univerzitě. V roce 1878 napsal studii Austria i Polska, ve které se vyslovil pro austrofilský polský program. Roku 1880 vydal také dvě práce zaměřené na otázku pozdvihnutí ekonomické a společenské úrovně polského rolnictva: Przyczyny upadku materialnego ludu wiejskiego w Galicji i Wielkim Księstwie Krakowskim a Środki ku zaradzeniu nędzy stanu włościańskiego w Galicji i Wielkim Księstwie Krakowskim.
Působil též jako poslanec Říšské rady (celostátního parlamentu Předlitavska), kde usedl v doplňovacích volbách roku 1880 za kurii venkovských obcí v Haliči, obvod Krakov, Wieliczka atd. Slib složil 6. dubna 1880. Ve volebním období 1879–1885 se uvádí jako Andreas Gołda, římskokatolický farář, bytem Poręba.
Zemřel v březnu 1895.